# Clot de la Bruixa
El Clot de la Bruixa és un paratge del terme municipal de Tremp, a l'antic terme ribagorçà d'Espluga de Serra, al Pallars Jussà.
Està situat al nord-est del poble d'Espluga de Serra, al vessant meridional del Turó de la Guàrdia. És al nord de la capçalera del barranc de Miralles i al sud-oest de la Collada de la Pedra Ficada. És al nord-oest de lo Caragol, al nord-est de los Artics i al nord de Comalofar.